# Steno (cráter)

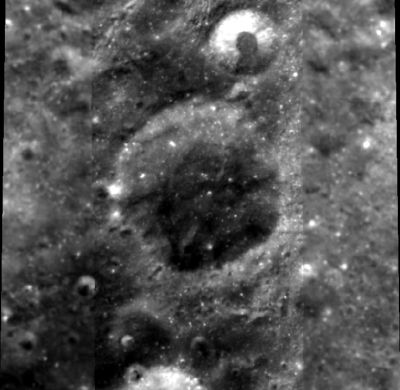
Fotografía de la misión Clementine (1994)

Steno es un cráter de impacto relativamente pequeño, localizado en el hemisferio norte de la cara oculta de la Luna. Se encuentra al sur-suroeste del cráter ligeramente más grande Stearns, una formación mucho más joven y menos desgastada. Más al noroeste de Steno se halla Appleton, y al este aparece Nušl.
|  |

Es una formación desgastada, con un borde exterior circular que permanece relativamente bien definido. El contorno está marcado solo por unos diminutos cráteres, y el suelo y las paredes interiores carecen de rasgos significativos, excepto algunos surcos débiles y una serie de marcas diminutas.

## Cráteres satélite
Por convención estos elementos son identificados en los mapas lunares poniendo la letra en el lado del punto medio del cráter que está más cercano a Steno.
|       | \| Steno \| Coordenadas \| Diámetro \| \| ----- \| ------------------------------ \| -------- \| \| N \| 31°18′N 161°24′E / 31.3, 161.4 \| 20 km \| \| Q \| 29°18′N 157°48′E / 29.3, 157.8 \| 29 km \| \| R \| 31°18′N 158°54′E / 31.3, 158.9 \| 17 km \| \| T \| 32°42′N 159°42′E / 32.7, 159.7 \| 37 km \| \| U \| 33°06′N 158°18′E / 33.1, 158.3 \| 27 km \| |          |
| Steno | Coordenadas | Diámetro |
| N     | 31°18′N 161°24′E / 31.3, 161.4 | 20 km    |
| Q     | 29°18′N 157°48′E / 29.3, 157.8 | 29 km    |
| R     | 31°18′N 158°54′E / 31.3, 158.9 | 17 km    |
| T     | 32°42′N 159°42′E / 32.7, 159.7 | 37 km    |
| U     | 33°06′N 158°18′E / 33.1, 158.3 | 27 km    |